# 戈賴米夫卡
51°2′42″N 25°53′57″E / 51.04500°N 25.89917°E
霍賴米夫卡（烏克蘭語：Гораймівка），是烏克蘭西北部的村落，隸屬沃倫州的盧茨克區。該村始建於1583年，面積1.39平方公里，海拔高度174米，2001年人口1,293，人口密度每平方公里930.22人。